# Copicucullia mala
Copicucullia mala là một loài bướm đêm trong họ Noctuidae.